# ルノー AMR33
ルノー AMR 33とは戦間期に開発され、第二次世界大戦で投入されたフランスの騎兵用軽戦車である。名称はAutomitrailleuse de Reconnaissance Renault Modèle 1933またはルノー VM。
ルノーにより1932年に開発されたタイプは1933年、フランス騎兵部隊により発注を受けた。総計123両が1935年までに生産されている。AMR 33は軽い武装と装甲を施し、この当時では非常に高速ではあるものの、機械的な信頼性のない車両であることが判明し、ことにそのサスペンションの部品は脆すぎた。そこで後継車両のAMR 35ではこれが改善されている。
名前が示唆するものと異なり、AMR 33は偵察車両ではなく、無線機材も装備しなかった。AMR 33は多数の軽戦車を作ろうと意図しており、戦闘では中戦車に先行するものだった。現実の本車はまるでそのように使われなかった。十分な数の中戦車が装甲師団の編成のために作られるまでに、AMR 33はすでにAMR 35に置き換えられつつあった。本車は騎兵師団用に限定され、また1940年には軽騎兵師団向けとなり、機械化歩兵や下馬した騎兵に火力支援を行った。1940年のナチス・ドイツのフランス侵攻戦ではAMR 33は速やかに撃破された。幾両か鹵獲された車両は戦争中にドイツによって使用された。

## 開発
ヨシフ・スターリンが権力を掌握した1928年以来、ソビエトの大規模な兵力増強により引き起こされた脅威に対抗するため、1930年7月4日、フランス政府は同盟国による包囲網を支援し、派遣できる兵力を編成するという計画を立案した。この兵力は5個機械化歩兵師団と、既存の5個騎兵師団で構成されねばならず、おのおのの1個旅団は機械化される必要があった。1934年には第4騎兵師団が装甲師団に改編されねばならなかった。この計画では多数の特化した車両の導入が求められ、この中に「Automitrailleuse de Cavalerie type Reconnaissance」（AMR）があった。仕様の策定は1932年1月16日、この車両は車重3t、軽機関銃で武装し、航続能力は200kmだった。その後「Automitrailleuse」は機関銃で武装した軽装甲車の一般的な用語となった。また、軍内の規定でcharsが歩兵用の戦車に属さねばならなかったように、騎兵用の戦車を意味するためにも使われる。名称は別のものを示唆するかもしれないが、AMRは偵察に特化した車両ではなく、無線機を積まない小競り合いのための車両だった。情報収集と報告はAMD（Automitrailleuse de Découverte）の任務だった。
ルイ・ルノーは情勢を見越し、1931年11月初旬にはすでにルノー UE牽引車を基礎とした「tracteur léger de cavalerie type VM」の設計を開始していた。11月12日、最初の設計図が検査され、提案した車両の形が窮屈すぎることを理由に拒否された。もっと大きな車体は明らかに必須であったが、ルノーは明確な受注の可能性もなくこれに投資することをためらっていた。11月21日、彼は技術部門「Technique de la Cavalerie」に、装軌式のAMRの概念を実証するためルノー UEの豆戦車バージョンを提供するよう求められた。これによって要求仕様の概要が通知され、12月22日、彼はルノー AMRのロビー活動のため、代表をフランス陸軍最高司令官マキシム・ウェイガンの元に送った。ウェイガン司令官は彼に、ルノーのライバル企業であるシトロエンの製造した半装軌車「AMR Citroën Kégresse P 28」が非公式に内定された旨を伝えた。しかし多くの検討の後、その日のうちに司令官はルノーの戦車を考慮に入れる事を約束した。
その言質を確保し、ルノーは急いでより大型のモデルを設計した。木製のモックアップが提示されたのは1932年3月である。4月20日の5両の試作車を製造せよとの指示に基づき、車両一台当たり171,250FFの価格で、秋季シャンパーニュ演習開始前に納入が行われた。騎兵部隊ではこれを、機械化部隊を試すのに用いる、最初期の小隊を作る先駆けとみなした。だがルノー側では、彼の設計が能力に欠けると判断される危険を減らすため、各車に異なる形式のサスペンションを与えようと決意した。全てがカーデン・ロイドの設計を広くベースにしており――何らライセンス権を払うことなく――ルノーはこれを単に複製してルノー UEに積んでいた。また、標準的なRenault Reinastellaエンジンを使用していた。秋までに完全な設計を行う猶予はなく、5両の試作車は軍用登録番号79756から79760までをつけ、7月中にもっとも単純なタイプを装着して納入された。両側面に2組の板ばねがつけられたが、サスペンション部を懸架するためのものではない。これ自体がサスペンションだった。9月、戦車がフランス騎兵の史上初の機械化部隊に集められた。試験編成された「Détachement Mécanique de Sûreté」である。この試験から、戦車とは非常に機敏で、極めてうるさく、バランスがとれておらず、満足な航続性能が無いことが示された。当然のことながら乗員は常にがたついて揺れ動く乗車経験を強いられた。
演習の後、これらはルノーに送り返された。演習後にこれらの戦車はルノーに返送され、ルノー側はすぐ評価のために3種類をヴァンセンヌに置かれた「Commission d'Expériences du Matériel Automobile」へと提出した。この委員会に出された試作車79758はいまだ原型のサスペンションをつけており、79759は内蔵式の油圧ダンパーを備え、79760は中央部ボギーに板ばねをつけ、その前後に転輪を備え、それらが水平置きの渦巻ばねでさらに懸架されるという組み合わせの完全に新しいサスペンションを備えていた。1932年11月から12月に「Commission de Vincennes」は1932年6月10日に策定された、変更済みの要求仕様を参照してこれらを試験した。この戦車は56.25から60km/hと満足のいく速力を備えると判明したが、航続性能は166kmから188kmと不十分で、車重が4.8tと過大だった。12月8日、非現実的な車重3tの制限を放棄し、より大きな燃料タンクを装備すること、装甲の強化が決定された。車両は再び返送された。1933年4月にルノーは2種類の車両を提出した。これらは9mmから最厚13mmまでの装甲の増強を模し、重量0.5tの重りを装備していた。試作車79758が水平置きのラバースプリングサスペンションに作り直され、79757は79760から派生した緩衝装置を装備した。しかし今回は、油圧ダンパーとして働かせるために中央部の垂直ばねと、水平ばねのケーシングに油を充填していた。これらは1933年6月まで試験を受け、ラバースプリングを強く推奨するルノーの支持に逆らって、6月6日には試作車79757を「AMR Renault modèle 1933」 もしくはAMR 33とし、その生産が指示された。ルノーの工場ではルノー VMと呼んでいる。

## 生産
1933年3月8日、すでに騎兵部門ではいずれの形式が選ばれるにせよ、前もって45両の発注を出していた。6月22日の20両の第二次発注でこれが確認できる。配備は7月1日までに開始された。秋には50両生産の第三次発注が出された。ただ、財政難のため最初の車両は6月1日に届いたのみだった。残り115両が9月となった。シトロエンの半装軌車の生産は50両に制限された。原型の試作車が標準型に作り直されることも決意されたが、実際には2両が改良型であるAMR 35の開発に使われることとなった。これは必須の事で、脆すぎるAMR 33のサスペンションは動かなくなるか、もしくは折損したためだった。またエンジン騒音は極めて大きかった。試作車両79758を用い、その他の改良された部品をいくつか試験している。1935年春、補充のために3両以上のAMR 33が生産され、試作含め総計は123両となった。37mm砲搭載の駆逐戦車を計画した「エンジン P」の開発のために車体が用いられているが、これは総計に含まれない。

## 構造

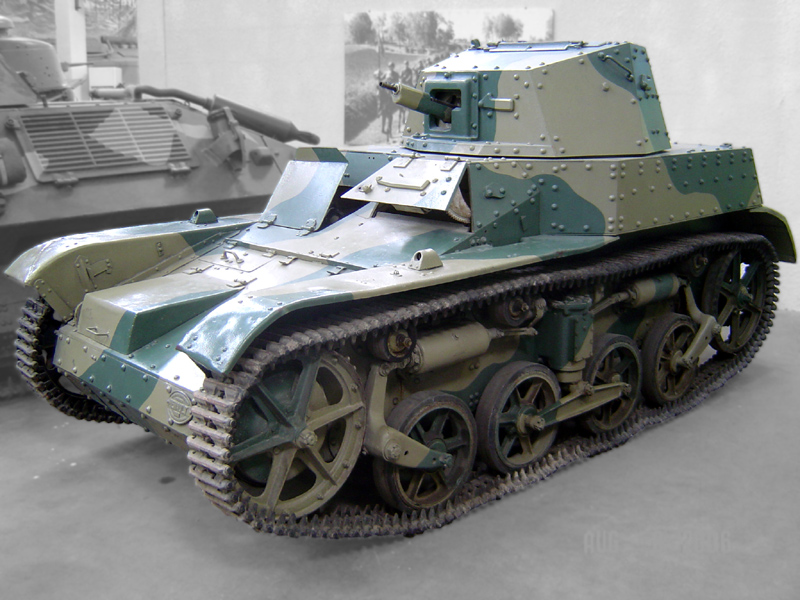
ソミュールのAMR 33

AMR 33は非常に小さな車両だった。全長3.5m、全幅1.64m、全高は1.73mである。その車重は5.5tだった。空虚重量は車体が4.5tである。84馬力、4241㏄の8気筒 24 CVガソリンエンジン は公式に最大速度54km/hを発揮できた。ルノーの輸出用パンフレットでは路上60km/h、また路外では45km/hを発揮すると記載している。クリーブランド差動装置が用いられ、変速ギアは前進4速、後進1速である。容量128リットルの燃料タンクによって200kmの航続距離が確保された。履帯幅は22cmである。渡渉能力は60cmだった。超壕能力は1.4m、垂直の障害は45cm、また50%の傾斜を超えることができた。

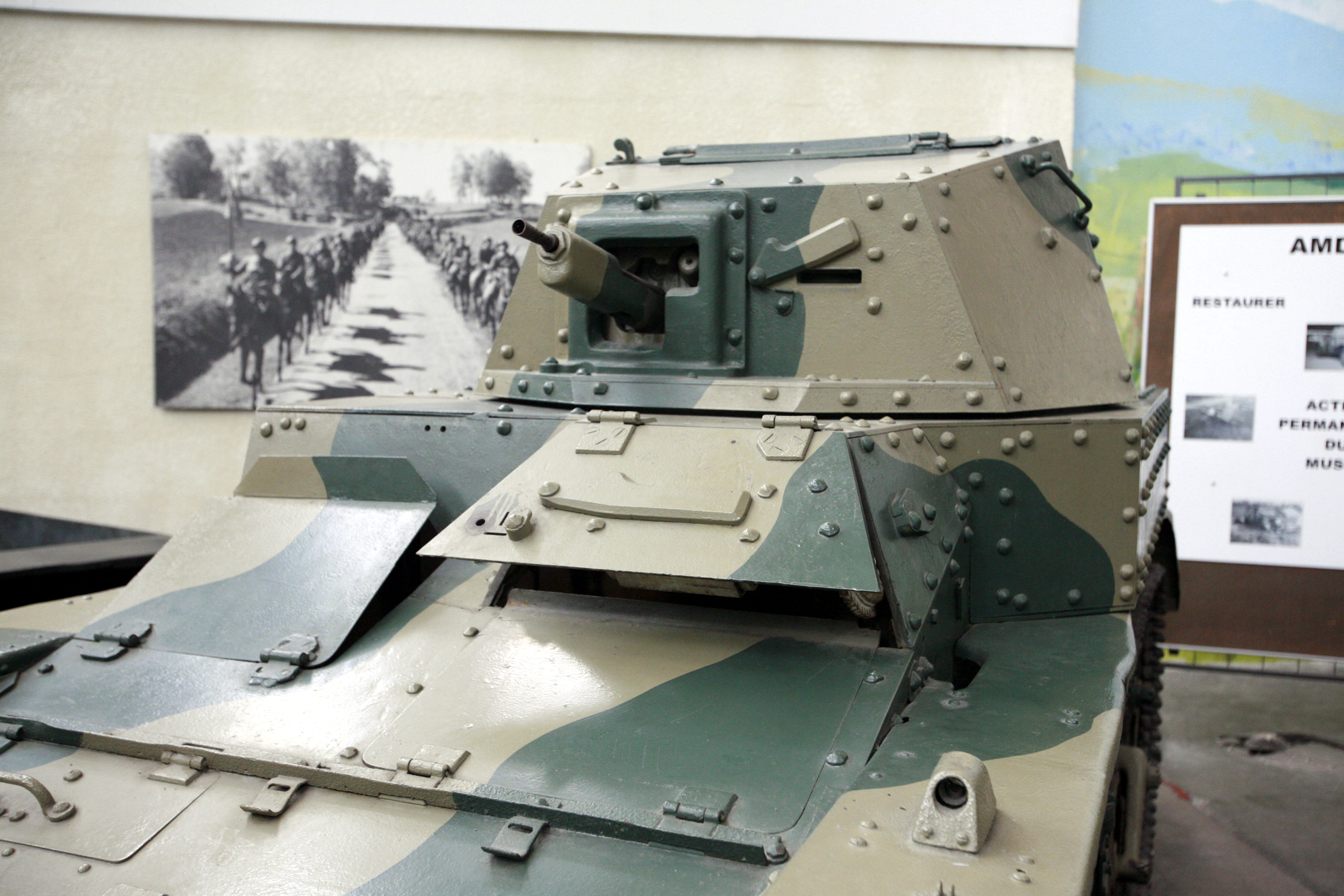
銃塔、正面

鋲接の垂直装甲はいずれも厚みが13mmである。傾斜部の装甲板は9mmの厚みがあった。上面は6mm、底面は5mmである。乗員は2名だった。エンジンのすぐ左側に操縦手が乗り、車長兼銃手が銃塔に入って彼の後方に位置した。銃塔には7.5mmレベル機関銃が装備された。また予備の機関銃があり、航空機に対する防御のため、銃塔の頂部の台座に追加で取り付けることができた。もともとの計画では特に高価なシュナイダー銃塔の使用を考えていた。試作型はかなり背の高い八角形のルノー銃塔を車体の最後部に設けている。これは非常に不便であると判り、系列車両では陸軍の機関「Atelier de Vincennes」による丈の低い設計のAVIS-1銃塔に取り換えられた。これは前方視界を改良するため、30センチほど前方に搭載位置を動かしている。AVIS銃塔はルノーで生産され、1930年代のフランス戦車とは変わった形の視察用ハッチが上部に設けられた。いつもの戦車への乗り降りのために大きな両開きのハッチが車体後部に設けられていた。

## 作戦投入
1934年中に利用可能となった115両の戦車は当初、5個騎兵師団に割り当てられた。各「GAM」（Groupe d'Automitrailleuses）ごとに1個騎兵大隊が15両で編成されている。4両からなる3個小隊、2両は予備車両で1両が指揮戦車だった。例外は「5e DC」が10両編成、また「4e DC」が最初の量産バッチから優先して40両を受領した。その「4e GAM」の大隊や、「18e Dragons」また他の部隊「4e BDP」（Bataillon de Dragons Portés）は10両を受け取った。1935年、5e DCは作り直しを受けた3両の試作車を受領し、戦力を13両に増やした。さらにAMR 33は独立騎兵連隊にも割り当てられた。「9e Dragons」では最初の量産バッチ65両の中から8両を受け取り、また「11e Chasseurs」は第2量産バッチ50両の中から12両を受領した。組織的な強さは全てのAMR 33の戦隊で同じだった。AMR 33の騎兵師団の中での役割とは、主に下馬した騎兵たちの直接支援だった。
1935年、戦争に備えて4e DCを装甲師団に改編することが決まった。この師団の戦車は6個大隊のAMR 33のみだった。従ってその戦闘力は、実際には非常に限られていた。しかし、1936年から1937年に本当に装甲師団が作られ、最初は4e DC、それから5e DCが改編された。これら1 DLM（Division Légère Mécanique、軽機械化師団）および2 DLMにはAMRを装備する3個大隊があり、おのおのに多種にわたる形式で機械化された歩兵が随伴した。ただし当時のAMR 33の機械的信頼性の無さは明白となっており、装甲騎兵師団ではAMR 35のみの使用が決意され、残るDCにはAMR 33が集中した。各隊は今や、より大きな2個のAMR大隊を抱えるRAM（Régiment d'Automitailleuses）となった。これらは再び5両編成の4個小隊、予備2両、指揮戦車1両に増強された。AMR師団の総戦力は46両である。とはいえ3個師団が存在するには138両が必要で、既存のAMR 33の台数では数が合わなかった。そこで1re DCはAMR 35を使う事となり、AMR 33のみを用いる部隊は2e DC、3e DCだった。第二次世界大戦の勃発のとき、フランスは1939年9月2日から参戦しており、AMR 33の組織的な総兵力はいまだ92両だった。
だがもっと多数の機械化部隊を編成するため、1939年12月1日から1940年2月15日までに最後の2個騎兵師団が解体された。兵員や機材は従来の騎兵師団から処分された機材で補われていたが、彼らも新しい5個軽騎兵師団（Divisions Légères de Cavalerie、DLC）に再配分された。最初の決定は「機械化歩兵連隊」の2個大隊の各隊に、2個のAMR 33小隊（大隊の半数）を組み込むこと、さらに予備車両を2両と指揮戦車を1両随伴させるというもので、これにより23両の5倍、115両の需要が生まれた。この数は利用可能な総計118両よりもわずかに低かった。本車の一般的な整備状況は悪かったため、これに再び変更が加えられた。1re DLCはAMR 35を代わりに用い、他の4個DLCでは予備車両を3両追加して26両に兵力を増やす。従って、組織上の104両の総戦力とは別に、常に14両の予備車両が生み出された。
ドイツ侵攻の日である5月10日、この措置がなお不十分なことが示された。5e DLCのみが定数26両を保有し、他の3個師団はいまだに戦力増強の計画を始められなかった。2e DLCは22両のAMR 33を展開した。3e DLCでは20両、4e DLCでは22両である。総戦力は91両だった。このため予備車両は22両だった。フランス侵攻戦での本車は非常な苦戦に直面した。アルデンヌに配置されたDLCは予期せずドイツ主力の機甲部隊と遭遇し、AMR 33の能力不足のために遅滞戦闘のみが可能だった。貧弱な装甲と兵装しかなかった――しかも唯一の長所は極度に機械的信頼性に欠けた。速力がサスペンションを消耗させたのである。本車は当時のどのドイツ戦車よりも速力に優れていた。5月10日午前10時、ヴァンセ近郊にて3e DLC所属のAMR 33、N° 83950車がドイツの対戦車砲の直撃弾を受け、乗員が殺傷された。これがフランス側の最初の喪失車両になったことが疑われている。戦闘の最初の週の間にAMR 33は75%が失われたが、しばしば原因は折損によるものだった。
1940年6月7日、7e DLCが急場しのぎの部隊として編成された。一部には4e RAMを含み、連隊は40両のAMRを割り当てられていた。この数のうちにはおそらく9両のAMR 33が予備機材に含まれている。休戦の6月25日の前に全車両が再び喪失となった。
AMR 33は数台がドイツにより鹵獲され、「Panzerspähwagen VM 701 (f)」としてほぼフランス内地で使用された。
1両がソミュール戦車博物館に残存している。

## 計画と派生型

### AMR 33 TSF
1934年、4e DCのGAMに配備された3両の指揮車両がAMR 33 TSFとして作り直された。TSFとは「Télégraphie Sans Fil」もしくは無線の意で、これらにはER29無線機材が装備され、アンテナが車体の左後ろ隅に配された。さらに他の指揮戦車がそうした改修を受けたかは未詳である。

### 近代化改修
1934年の段階でさえ、異なる方式のサスペンションを選ぶようルノーが正しく忠告していたのは明らかだった。標準仕様のものは薄すぎることが分かっており、特に油圧緩衝ダンパーは非常に集中的な整備が要った。そこで、1935年製の3両の車両と作り直された試作車2両の両方に、改善されたAMR 35式サスペンションとゴムシリンダーが付けられた。3種類の異なるシステムのために試作車79758が試験に使われている。第一はトレーラーホイールを装備し、接地させるもので、第二には5個の転輪を装備し、第三はどれか一つを選べるものだった。第二の型の車両がルノー ZBの原型となった。これは中国向けに車体を延長した輸出型である。
素材の信頼性についての報告が続いたのち――しばしば原因は、専門の操縦手ではなく訓練未熟の徴集兵が最も頻繁に搭乗していたせいだった――構造の変更が必要かどうか調べることが決断された。そこで1936年9月8日から1937年5月5日までの期間、この型は「Commission de Vincennes」により再試験された。委員会は1938年2月17日、縦走するにはサスペンションが基本的に不適当で、全ての既存車両に新しい方式のものを装着するよう勧告した。戦争勃発時、全てのAMR 33を改修することで状態を良くすることが決断された。この過程の間に新しいサスペンションが再装着された。5月10日、およそ6両の車両がそうした改修を受けた。

### タイプ M
1932年後半――1932年12月18日付の確認書が知られている――ルノーはウェイガン司令官との会合を設け、その中で彼は、AMR 33の車体を利用し、すべて系列化された軽装甲戦闘車両の開発を提案した。彼はことに、「Voiture légère de transport de personnel」、つまり乗員が2名から3名、19 CVエンジンを搭載して4名から5名の兵員を運べる装甲兵員輸送車の生産に興味を持っていた。歩兵に限定するとしても装軌車両を整備するためには不十分な予算しかなく、この計画は放棄された。1933年3月20日にはルノーがSTMAC（Section Technique des Matériels Automobiles de Combat）からの、ウェイガンと検討した、異なる設計の試作車を生産せよとの指示を受け取っている。この指揮車両は1931年1月9日の「タイプM」と呼ばれる要求仕様に対応していた。
1933年9月、マイィにて2両の試作車が示された。1934年、これらはより強力な22 CVエンジンに載せ替えられた。同年1月、10両の生産が決定されたが、車体にはAMR 35のものが代わりに使われていた。第二の試作車は1936年秋にルノー YS砲兵観測車の開発に用いられた。ただし量産車もAMC 35の車体を基礎としている。

### エンジン P
1931年1月9日、フランス砲兵部門は公式に「タイプ P」の仕様を出した。これは「véhicule antichar」、つまり自走砲仕様になるもので、戦車駆逐車としてマジノラインに配備された。当時のルノーはこの計画を1年前に知らされており、すでに試作車の開発を進めていた。最初の計画では非常に小型の装軌車両になると想定しており、「chenillette」は1.5t以上の車重にならず、開けた部分に三脚架を据えて25mm口径の対戦車砲を装備するものだった。この戦車砲は取り外しができ、車両で運んだ後に地面に据えることもできた。
しかし同年、25mm対戦車砲はルノー UE「chenillette」によって牽引されることが決定され、「タイプ P」はもともとの企画の余剰物となった。そこで砲兵部門では装甲を減らし、より強力な砲口初速860m/sの37mm Modèle 1934要塞砲を据えると決めた。この砲はいまだ国立の兵器工廠「Atelier de Puteaux」で開発中だった。
1932年、ルノーはAMR 33（N° 81805）の車体を用い、標準的なAMR 33の形とほぼ同じ試作車を完成させた。ただし砲塔は欠けており、また車体上面がかさ上げされていた。上部構造前方の中央あたりに搭載砲のための区画が設けられていた。その左方に操縦手が座る。ほぼ全ての利用可能な空間がそれで占められていた。装填手は床に座ることで問題を解決しており、彼の延ばす足は砲閉鎖機の下に位置している。また彼はこの窮屈な配置で装填を行うものと想定され、右手で107発の収納された砲弾を取り出す事とされたが、弾薬庫は車体後部左側に配置されていた。ここは普通のAMR 33ならば後部出入り口があった場所である。三人目の乗員である車長は右側に座り、車体の天井とエンジンとの間に挟まれていた。車長にほぼ空間的余裕はなかった。
ピュトー作業所は唯一の試作車を仕上げ、1935年春に「エンジン P」と名づけた。主砲が搭載されたのち、車重は4565kg、最高速度は54.1km/hとなった。1935年4月18日、CEMAV（Commission d'Expériences du Matériel Automobile de Vincennes）は試験後に非常に否定的な見解を発表した。「古くて旧式化したモデル……実戦に投入する能力はない」さらに6月24日、「Conseil Consultatif de l'Armement」は将来的に口径47mmまでの火砲はルノー UEを改修した後期型によって牽引されなければならないと決定した。実際にはこうした対策は生じることはなかったが、この結果、エンジン Pは不採用となった。

### ルノー YI
1932年から1933年、ルノーでは軍用の装軌トラクターを3種類開発していた。これらのうち、最も小さいものは「tracteur de 2 tonnes」であり、工場側の呼称はルノー YIだった。AMR 33のサスペンションをかなり転用していたがスプロケットはスポーク付きの物ではなく、凸面化された一枚板だった。この車両は後ろに開放式の貨物室が付き、エンジンは前方配置、乗員室はこの間に設けられた。フランス国防省は各型につき2両を発注している。

### トレンチ・ジャンパー
1935年、AMR 33試作車のうち「N° 78758」が軍事技術者のニコラス・ストラウスラーに利用されている。彼は以前オーストリア＝ハンガリーの住民だったが、この当時はイギリスに居住していた。この車両は、イングランドで試験を受けていた油圧式の「トレンチ・ジャンパー」を実地に試すために使われた。1933年、彼はフランス陸軍にこのシステムを提案し、「Atelier et Chantier de la Loire」が実際の見本を取得した。この機構は車両の前後に取り付けられた2個の大型油圧アームで成り立っていた。前方アームは渡ろうとする塹壕の向こう岸の上で、車体を安全に支持することができ、戦車が落ち込むのを防止した。戦車はそれから塹壕を進み越え、前方アームをたたむ。一方、後ろ岸で延ばされたままの後部アームが自身を支え、車両の安全な超壕を保持した。こうしたやり方で2m幅の塹壕を渡ることができた。
このシステムは1935年4月3日、1936年3月21日、4月30日、5月4日、そして1938年3月に試験を受けた。この機構は相当な有効性を示したものの、1938年、より大きな車重に対応できず、得られる超壕能力がわずかとして「Commission de Vincennes」が本計画を拒否した。

### 煙幕展張戦車
1938年、AMR33を使用して煙幕展張システムが試験された。これは「Chaubeyre」工場によりAM5装置を1基装着したものである。これは量産に入らなかったものの、良好な結果報告が「Section Technique de la Cavalerie」によってなされている。